# Karl Julius Beloch
Karl Julius Beloch (Petschkendorf, 21 gennaio 1854 – Roma, 7 febbraio 1929) è stato uno storico tedesco naturalizzato italiano.

## Biografia
Nacque a Petschkendorf, villaggio della Slesia situato presso Lubin, da Alwine Rösler, figlia di un proprietario terriero, che ottenne un certo riconoscimento come poetessa; e da Karl Julius, un amministratore di beni fondiari. Rimasto presto orfano di padre, fu fatto istruire privatamente e dimostrò un grande interesse per la storia e le lingue classiche, e un'eccezionale memoria.
Quando un focolaio di tubercolosi minacciò la sua salute, emigrò in Italia verso il 1870, stabilendosi a Sorrento, dove conobbe lo storico e archeologo Bartolommeo Capasso, che lo incoraggiò a studiare la storia antica e al quale dedicò poi, nel 1879, Campanien, uno studio sulla storia dell'antica Campania. Trasferitori a Palermo, vi prese la licenza liceale e nel 1872 si iscrisse nella facoltà di lettere dell'Università, allievo in particolare di Antonino Salinas.
Dal 1873 continuò gli studi all'Università di Roma, seguendo i corsi di glottologia di Giacomo Lignana, di archeologia romana di Ettore De Ruggiero, e di storia antica di Ruggiero Bonghi, che divenne nel 1874 ministro della Pubblica Istruzione e al quale il Beloch dedicò nel 1880 il suo Der italische Bund unter Roms Hegemonie. A Roma il Beloch frequentò anche l'Istituto di Corrispondenza Archeologica - poi rinominato Istituto Archeologico Germanico - vi conobbe Wilhelm Henzen e Wolfgang Helbig e pubblicò i suoi primi articoli, apparsi in italiano nella «Rivista di filologia e di istruzione classica»: Bronzo e ferro nei carmi omerici, Sulla popolazione della Sicilia antica, All'Antologia Latina, De Homeri carminum prima forma restituenda, Sulla costituzione politica dell'Elide, La battaglia di Tanagra.
Nel 1875 si iscrisse nell'Università di Heidelberg, seguendo le lezioni di Kuno Fischer, di Hermann Köchly, di Otto Ribbeck e di Rudolf Stark, addottorandosi il 9 agosto con la dissertazione De Graecorum in Campania colonis. Tornato subito a Roma, si mise presto in urto con l'Istituto di Corrispondenza Archeologica, i cui responsabili facevano fatica ad accettare certe conclusioni dei suoi studi.
Nel marzo del 1877 conseguì la libera docenza e il 21 gennaio 1879 otteneva, come professore straordinario - la promozione a professore ordinario arrivò nel 1891 - la cattedra di storia antica nell'Università di Roma. Si sposò con l'americana Bella Bailey (1850-1918), con la quale si stabilì a Frascati ed ebbero due figlie: Margherita (1879-1976), che diventerà insegnante di geometria analitica nell'Università di Ferrara, e Dorotea (m. 1952), che studierà musica con Mascagni, divenendo compositrice. Beloch si avvicinò alle fonti storiche in maniera molto scettica, caratterizzandosi per un approccio innovativo alla ricostruzione, spesso molto soggettivo. Nel mondo scientifico tedesco era considerato un outsider, specie dopo il violento litigio con Theodor Mommsen, in seguito al quale la sua nomina a Greifswald sfumò e il posto di professore fu occupato da Otto Seeck, allievo di Mommsen.
Beloch non perse però fiducia in sé stesso e nel 1880 pubblicò l'articolo La federazione italiana sotto l'egemonia di Roma, in cui, accanto ai tradizionali strumenti d'indagine storiografica, faceva uso anche di metodi statistici. Le fonti erano esaminate in maniera assai critica e una tale metodologia gli permise di giungere a conclusioni assai differenti da quelle di Mommsen, il quale rispose in maniera caustica e un po' malevola.
Beloch non avrebbe mai dimenticato l'episodio, sul quale si sarebbe espresso in sua difesa anche Ulrich von Wilamowitz-Moellendorff. Pur essendo intelligentissimo (la sua bravura, per esempio come storico dell'economia, non fu mai messa in discussione, neppure da Mommsen), Beloch sarebbe comunque stato giudicato malevolmente da gran parte della cultura tedesca, specie con l'avvento in Germania del nazismo.
A causa della controversia con Mommsen, Beloch non fu mai in grado di occupare una posizione di prestigio nel mondo accademico tedesco. Mommsen gli impedì nel 1889 di ottenere una cattedra a Breslavia, dove il posto lasciato vacante dal professor Eduard Meyer fu occupato da Ulrich Wilken, anch'egli facente parte della scuola di Mommsen, nonostante Meyer avesse espresso una chiara preferenza per Beloch.
Questi dunque continuò ad insegnare a Roma in veste di professore ordinario ed esercitò un'attività di preparazione che avrebbe profondamente influenzato lo sviluppo dell'archeologia italiana. Nel 1890 pubblicò la seconda edizione del Campanien, una monografia sulla regione Campania che ha tuttora il suo pregio ed è stata tradotta in italiano da Claudio Ferone solo nel 1989. Tuttavia nel 1912 riuscì ad ottenere una cattedra a Lipsia, ma vi rinunciò l'anno successivo a causa delle condizioni di salute della moglie e fece ritorno a Roma.
Beloch scrisse una Storia greca compatta (Strasburgo 1893; una revisione sarebbe apparsa qualche anno dopo), in cui ciascuno dei quattro volumi che la componevano era a sua volta suddiviso in altri due volumi: in uno venivano narrati gli eventi, in un altro spiegava come era giunto alle sue conclusioni.
La fondamentale nota di discontinuità con la vecchia scuola consisteva nell'ipotesi che tra l'epoca micenea e il periodo arcaico non fosse esistito nessun secolo buio.
Il suo lavoro ebbe grande influenza ed è valido ancora oggi, nonostante le più recenti scoperte.
Beloch estese le sue ricerche anche alla demografia, studiando in modo particolare l'andamento demografico del mondo antico (La popolazione del mondo greco-romano, Lipsia 1886): arrivò a stabilire che la popolazione dell'impero al tempo di Augusto era approssimativamente di 54 milioni di persone, con la zona costiera della Grecia orientale più densamente popolata di quella occidentale.
Pubblicò inoltre una Storia di Roma. Tra i suoi più celebri allievi vi è Gaetano De Sanctis e Gaetano Salvemini.
È sepolto nel cimitero acattolico di Roma.

## Pensiero
La novità nell'approccio di Beloch è il suo ipercriticismo: la sua critica radicale andava al di là della distinzione, introdotta da Grote, tra un'età storica e un'età mitica, soprattutto per quanto riguarda la storia greca, in cui metteva in discussione tutti gli avvenimenti anteriori alle guerre persiane. Inoltre, escludeva da ogni suo approccio qualsiasi presenza orientale in Grecia, anche a causa del suo dichiarato antisemitismo, che emerge con notazioni spiacevoli soprattutto sul capitolo sugli inizi del popolo greco contenuto nell'opera Griechische Geschichte.

## Opere
- Bronzo e ferro nei carmi omerici, in «Rivista di filologia e d'istruzione classica», II, 1873-1874
- Sulla popolazione della Sicilia antica, in «Rivista di filologia e d'istruzione classica», II, 1873-1874
- All'Antologia Latina, in «Rivista di filologia e d'istruzione classica», III, 1875
- De Homeri carminum prima forma restituenda, in «Rivista di filologia e d'istruzione classica», III, 1875
- Sulla costituzione politica dell'Elide, in «Rivista di filologia e d'istruzione classica», IV, 1875-1876
- La battaglia di Tanagra, in «Rivista di filologia e d'istruzione classica», V, 1877
- Campanien. Geschichte und Topographie des antiken Neapel und seiner Umgebung, Berlino, Calvary 1879; 2ª ed., Breslavia, Morgenstern, 1890
- Der italische Bund unter Roms Hegemonie. Staatsrechtliche und statistische Forschungen, Lipsia, B. G. Teubner 1880
- Die attische Politik seit Perikles, Lipsia, B. G. Teubner 1884
- Die Bevölkerung der griechisch-römischen Welt, Lipsia, Duncker & Humblot 1886
- Griechische Geschichte, 4 voll., Strassburg, Karl J. Trübner, Berlino-Lipsia, Walter de Gruyter 1912-1927
- Römische Geschichte bis zum Beginn der Punischen Kriege, Berlino-Lipsia, Walter de Gruyter 1926
- Bevölkerungsgeschichte Italiens, 3 voll., Berlino-Lipsia, Walter de Gruyter 1937–1961